# Benjamin Kedar-Kopfstein
Benjamin Kedar-Kopfstein (1 de agosto de 1923 - 2013) fue un profesor emérito israelí y estudioso del hebreo bíblico en la Universidad de Haifa.

## Biografía
Kedar-Kopfstein fue el hijo menor de Felix Kopfstein, un abogado de Seesen, Alemania, que murió mientras huía de la persecución nazi. Kedar-Kopfstein asistió a la escuela secundaria judía en Berlín. En 1939 escapó a Palestina con la Juventud Aliyá, e inicialmente vivió en el Kibutz. Más tarde se convirtió en miembro de la Policía de Asentamiento Judío, una fuerza de élite reclutada por la Haganá.
Recibió su Doctorado de la Universidad Hebrea de Jerusalén en 1968. Fue director del Seminario del Antiguo Testamento de la Universidad de Haifa y presidente de su Departamento de Estudios Bíblicos. También fue investigador asociado del Proyecto Bíblico de la Universidad Hebrea a cargo de las versiones latinas. Es conocido por sus contribuciones a la comprensión de la semántica del lenguaje del Antiguo Testamento. Sus artículos sobre filología bíblica han aparecido en enciclopedias bíblicas, The Jewish Quarterly Review, Proyecto de Biblia de la Universidad Hebrea, Zeitschrift für die Alttestamentliche Wissenschaft (Revista de la beca del Antiguo Testamento en alemán) y otras revistas académicas hebreas. En 1984, fue Rector interino del Centro de Estudios Judíos de Heidelberg.
La ciudad de Braunschweig en Alemania honró al doctor Kedar como parte de su proyecto de piedra conmemorativa para las víctimas del nacionalsocialismo.

## Libros
- 1978: Theological dictionary of the Old Testament (Contributor) pp. 234-249
- 1981: Biblical semantics: An introduction. (Biblische Semantik: Eine Einführung.), Kohlhammer, 214 pages. (in German)
- 1994: The Aramaic Bible: Targums in their Historical Context (Contributor) pp. 420-430

## Artículos selectos

### Proyecto Bíblico de la Universidad Hebrea
- A Note on Isaiah xiv, 31 Archivado el 12 de diciembre de 2019 en Wayback Machine. Textus 2 (1962): 143-145
- Divergent Hebrew Readings in Jerome's Isaiah. Archivado el 12 de diciembre de 2019 en Wayback Machine. Textus 4 (1964): 176-210.
- Textual Gleanings from the Vulgate to Jeremiah Archivado el 12 de diciembre de 2019 en Wayback Machine. Textus 7 (1969): 36-58.
- The Interpretative Element in Transliteration Archivado el 12 de diciembre de 2019 en Wayback Machine. Textus 8 (1973): 55-77.
- The Hebrew Text of Joel as Reflected in the Vulgate Archivado el 12 de diciembre de 2019 en Wayback Machine. Textus  Textus 9 (1981): 16-35

### Otras
- Etimologías populares. Enciclopedia de la Biblia 3 (1963): 247-251.
- The Vulgate as a Translation. Some Semantic and Syntactical Aspects of Jerome's Version of the Hebrew Bible, Phd. Dissertion. Hebrew University of Jerusalem (1968).
- Textual Gleanings from the Vulgate to Hosea. The Jewish Quarterly Review 65.2 (1974): 73-97.
- Semantic Aspects of the pattern qôṭel, Haifa University (1977)
- The rooting qôṭel as a translation problem. Journal of Old Testament scholarship (1981) (Zeitschrift für die Alttestamentliche Wissenschaft) (in German, English, and Biblical Hebrew). 93 (2): 254–279
- The Latin Translations. Mulder, MJ Mikra Text, Translation, Reading and Interpretation of the Hebrew Bible in Ancient Judaism and Early Christianity (1988): 299-338.
- The Textual Criticism of the Bible: An Introduction. Hebrew Studies 33.1 (1992): 170-172.
- The Interpretation of Rhetorical Questions. Fishbane, M & Tov, E with assistance of Fields, WW (eds) (1992).
- Paronomasia in Biblical Texts: Logical and Psy-chological Aspects. M. Bar Asher & al.(Eds.), Iyune mikra ufarshanut.(Biblical Studies and Exegesis) 3 (1993): 383-400.
- Jewish Traditions in the Writings of Jerome, Journal for the Study of the Old Testament (1994) pp.420-420
- On the Decoding of Polysemantic Lexemes in Biblical Hebrew, Zeitschrift für Althebräistik (1994) pp.17-25
- Biblical Hebrew and Discourse Linguistics. (1996): 136-138.